# Elisabeth Vormeyer
Elisabeth Vormeyer, geb. Klarer (* 28. September 1893 in Nübel; † 6. Juni 1985 in Kiel) war eine deutsche Politikerin (CDU) und Mitbegründerin des Deutschen Frauenringes sowie Mitbegründerin und Vorsitzende des Landesfrauenrates Schleswig-Holstein.

## Leben
Nach dem Abitur, das zu dieser Zeit nur Frauen aus wohlhabenden Familien machen konnten, wurde sie Lehrerin und legte ihr Examen in den Fächern Englisch und Französisch ab. Es folgten Aufenthalte in Paris an der Maison d´Étude, an der Sorbonne sowie Aufenthalte in England bis kurz vor Beginn des Ersten Weltkrieges.
In den 1920er Jahren arbeitete Elisabeth Klarer als Lehrerin, für die Norag, den Vorläufer des NDR und schrieb für einige Zeitschriften. Sie versuchte schon früh Frauen eine staatsbürgerliche Bildung zu vermitteln, damit diese das neu erlangte Wahlrecht nutzen können.
1924 heiratete sie Wilhelm Vormeyer und sie zogen nach Kiel, wo Elisabeth Vormeyer den Vorsitz des Schrifttumskreises (Mitglied im Verband Deutsche Frauenkultur) übernahm. Auch hier war sie in der Frauenbildung tätig.
1936 wurde der Verband Deutsche Frauenkultur von der NSDAP aufgelöst und in die NSF eingegliedert; Elisabeth Vormeyer führte aber den Schrifttumskreis illegal weiter. Daraus entstand später der Deutsche Frauenring. Während des Krieges arbeitete sie als Lehrerin in Kiel.
Nach dem Krieg (1946) traten sie und ihr Mann der CDU bei und Elisabeth gründete im Januar 1947 einen Verein, der bei Frauen wieder politisches Interesse wecken sollte, den Deutschen Frauenring. Sie war bei der Gründung des Deutschen Frauenrings in Bad Pyrmont Mitbegründerin, leitete den Ortsring Kiel von 1947 bis 1970 und sechs Jahre lang den Landesverband Schleswig-Holstein. Auch gehörte sie dem geschäftsführenden Bundesvorstand an.
Vormeyer setzte Maßstäbe für die künftige Frauenpolitik in Schleswig-Holstein. Sie war entscheidend an der Gründung des Landesfrauenrates beteiligt, übernahm auch hier rund sechs Jahre lang den Vorsitz. Wegen parteipolitischer Auseinandersetzungen im Landtagswahlkampf legte sie dieses Amt jedoch 1958 nieder.
1954 verbrachte sie mehrere Monate in den USA, um die Organisierung der amerikanischen Frauen kennenzulernen.
Von 1955 bis 1970 war sie im Kieler Rat vertreten.
2008 wurde ihr der Elisabeth-Vormeyer-Weg in der Wik, Neubaugebiet Projensdorf gewidmet.

## Auszeichnungen
- 1972 Andreas-Gayk-Medaille
- Freiherr-vom-Stein-Medaille
- Bundesverdienstkreuz
- Silberne Ehrennadel des Deutschen Frauenrings

## Aussagen
„Frauen müssen lernen, den Leitartikel zu lesen und nicht nur den Roman! […] politisch denken, aber nicht parteipolitisch handeln“